# Eptatretus octatrema
Eptatretus octatrema är en ryggsträngsdjursart som först beskrevs av Barnard 1923.  Eptatretus octatrema ingår i släktet Eptatretus och familjen pirålar. IUCN kategoriserar arten globalt som akut hotad. Inga underarter finns listade i Catalogue of Life.